# 康奈爾·伍里奇
康奈爾·伍里奇（英語：Cornell Woolrich, 1903年12月4日—1968年9月25日），美國小說家和短篇小說作家。
許多他的作品被改編電影和電視節目。

## 作品
- 《黑色帷幕》
- 《黑衣新娘》
- 《黑天使》